# Aeroporto Municipal de St. George

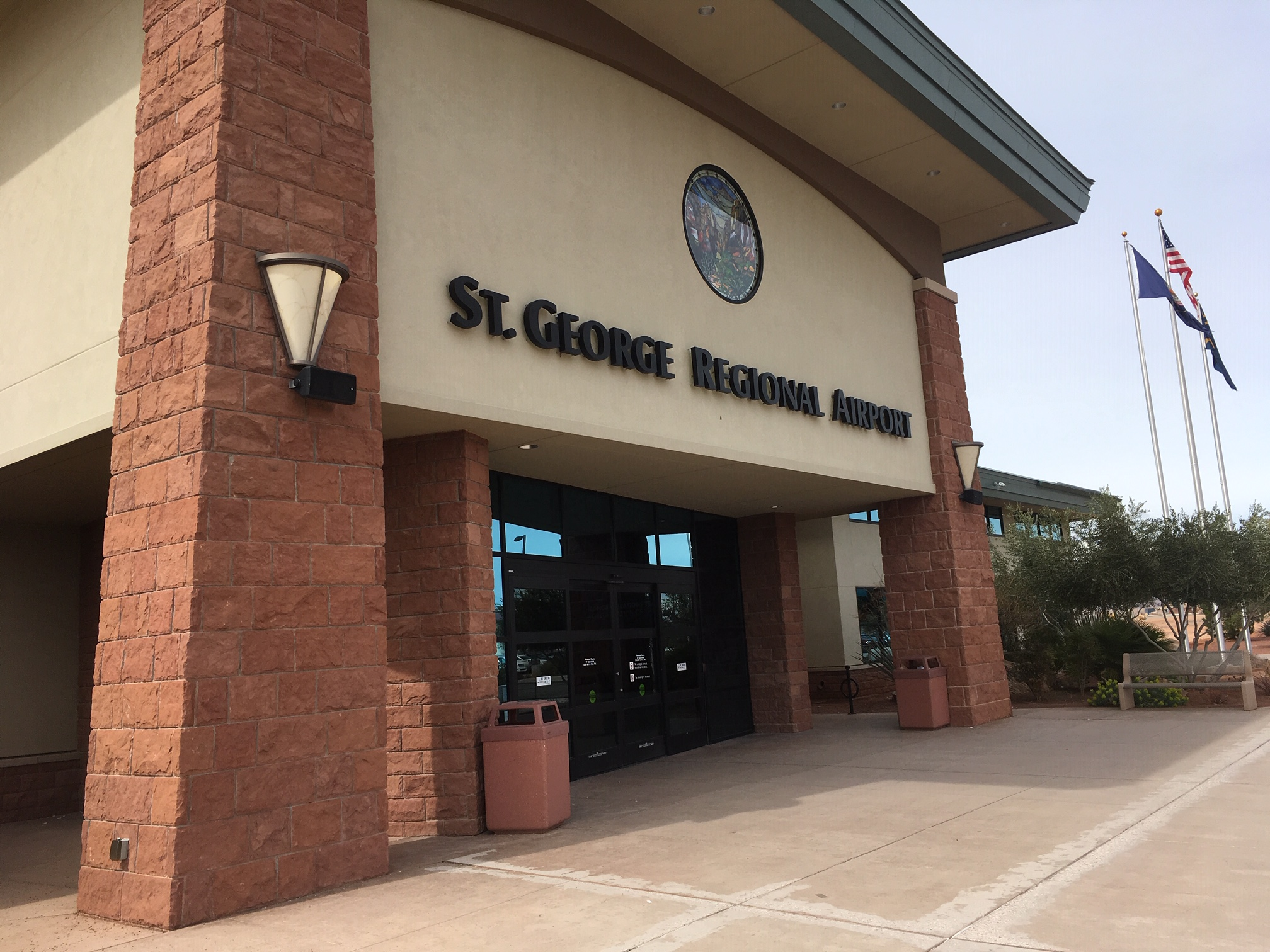
St. George Regional, March 2019

O Aeroporto municipal de St. George (IATA:SGU, ICAO:KSGU) é um aeroporto público localizado a 9,3 quilômetros de St. George, uma cidade no condado de Washington, Utah, Estados Unidos.